# DSL Defence Service Logistics
Die KNDS Deutschland Maintenance GmbH mit Sitz im nordsaarländischen Freisen ist ein zur Krauss-Maffei-Wegmann-Gruppe gehörendes Rüstungsunternehmen.

## Tätigkeiten
Das Leistungsspektrum des Unternehmens umfasst im Wesentlichen Instandsetzungsarbeiten an Rad- und Kettenfahrzeugen und deren Komponenten für die Bundeswehr und weitere NATO-Streitkräfte. Auch werden Kampfwertsteigerungen und weitere Modernisierungsarbeiten an Fahrzeugen durchgeführt. Schwerpunktmäßig werden der Schützenpanzer Puma sowie die Radfahrzeuge Mungo, Dingo, Fennek und Boxer gewartet, außerdem die älteren Waffensysteme Marder und Fuchs.
Das Unternehmen firmiert als GmbH und ist mit Abstand der größte Arbeitgeber und Ausbilder in der Region. Das Unternehmen ist zertifiziert nach DIN EN ISO 9001:2000, DIN EN ISO 14001:2005, NATO-AQAP 2120, NMP (National Maintenance Provider) AMC, SRA-TACOM (Tank-Automotive and Armaments Command), Militärspezifikationen MIL-Q-9858A und MIL-I-45208A und anderen. Die Firma unterstützt die Bundeswehr bei der Ausbildung und Instandsetzung im Gefechtsübungszentrum des Heeres (GÜZ) auf dem Truppenübungsplatz Altmark bei Letzlingen.

## Historie
Im Jahre 1963 wurde das Unternehmen als Auto Union Saar gegründet. Bereits vier Jahre später erfolgte die Umfirmierung in Industriewerke Saar. 1979 übernahm die Diehl-Gruppe aus Nürnberg 50 Prozent der Anteile. 1992 folgten die restlichen 50 Prozent. 1989 wurde der Tankfahrzeug- und Führerhaus-Hersteller Aurepa in Hockenheim dazuerworben. Das Unternehmen war als Diehl Defence Land Systems Teil von Diehl BGT Defence, zu dem auch die nur wenige Kilometer entfernten Standorte Nonnweiler-Mariahütte und Maasberg gehören. Im Dezember 2014 gab Diehl bekannt, die Sparte Diehl Defence Land Systems mit ihren Werken in Freisen und Remscheid unter dem Vorbehalt der Genehmigung durch das Bundeskartellamt an Krauss-Maffei Wegmann verkaufen zu wollen. Seitdem firmiert das Unternehmen als DSL Defence Service Logistics GmbH und ist über die KMW Beteiligungs GmbH in den Konzernverbund der Krauss-Maffei Wegmann GmbH & Co. KG und über diese wiederum in das deutsch-französische Gemeinschaftsunternehmen KMW+Nexter Defense Systems N.V. eingebunden.

## Standort
Sitz des Unternehmens ist der Ortsteil Schwarzerden (Freisen) des Ortes Freisen im nördlichen Saarland.
Es verfügte am Bahnhof Schwarzerden über einen eigenen Gleisanschluss an die Ostertalbahn. Dieser wurde jedoch 2018 stillgelegt und 2021 abgebaut, nachdem der Bund (Bundeswehr) schweres Militärgerät zur Instandsetzung ausschließlich noch per Straßentransport anliefert. Die Anbindung per LKW geschieht über die nur wenige hundert Meter entfernte A 62.